# Rideau Hall
Pour les articles homonymes, voir Rideau (homonymie).
Rideau Hall plus officiellement Government House est la résidence officielle du roi et du gouverneur général du Canada. Elle est située au 1, promenade Sussex, à Ottawa.

## Histoire

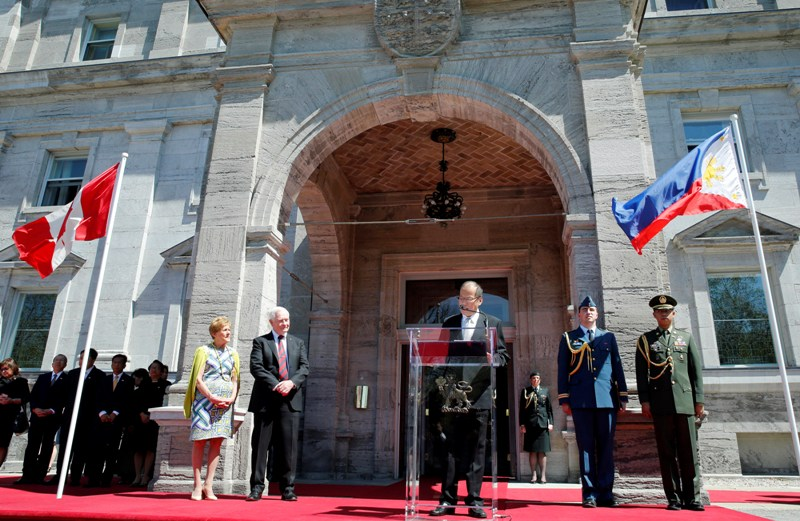
Le gouverneur général David Johnston et son épouse, Sharon Johnston (les deux à gauche) regardent le président des Philippines, Benigno Aquino III, prononcer un discours devant Rideau Hall, le 7 mai 2015.

La résidence a été bâtie en 1838 pour loger l'entrepreneur écossais Thomas McKay et sa famille, qui y vécurent jusqu'en 1855.
Quand la reine Victoria choisit Ottawa en 1858 comme nouvelle capitale de la Province du Canada, Rideau Hall devint la résidence de Lord Monck, alors Gouverneur général de l'Amérique du Nord britannique. En effet, en 1864, l'État canadien loue la villa de McKay et 32 hectares pour en faire la résidence temporaire du Gouverneur général Lord Monck. Trois ans plus tard, il achète la propriété, mais il faudra attendre 1913, ainsi que plusieurs rénovations et agrandissements, avant que Rideau Hall ne devienne la résidence permanente du Gouverneur général. En 1867, Lord Monck devint le premier gouverneur général du Canada, et Rideau Hall resta la résidence de ses successeurs.
La maison fut agrandie plusieurs fois, y compris par l'addition d'un court de tennis d'intérieur en 1872, d'une patinoire et d'une glissière à traîneaux. L'ancien court de tennis est maintenant le Tent Room, utilisé pour les occasions formelles.
L'entrée principale, terminée en 1913, contient toutes les armoiries des Gouverneurs du Canada, à partir de Samuel de Champlain, le premier gouverneur de la Nouvelle-France. Les portraits des gouverneurs généraux britanniques sont exposés dans le Tent Room, et les portraits des gouverneurs généraux canadiens (à partir de Vincent Massey) dans le Reception Room. Les portraits des épouses des gouverneurs généraux se trouvent dans le Drawing Room.
Comme il est d'usage de planter un arbre à chaque réception officielle d'un personnage de marque, le parc comprend de nombreux arbres munis de petits écriteaux rappelant le nom du planteur, parmi lesquels on remarque Élisabeth II, la reine Mère, la princesse Diana, John F. Kennedy, Richard Nixon, Kofi Annan, etc.

## Fonctions
C’est à Rideau Hall que le gouverneur général du Canada :
- vit
- s’entretient avec le premier ministre du Canada
- accueille les dignitaires étrangers
- exerce les fonctions du chef de l'État du Canada à titre de représentant de la Couronne au Canada.

Le site patrimonial de Rideau Hall est aussi un lieu de rassemblement national où s'exprime la vie politique et culturelle du pays,.

## Architecture
L'architecture de la maison est de style Regency.
L'entrée principale, conçue par David Ewart (en), architecte en chef du Dominion, et complétée en 1914, unifia le devant de la structure avec un style commun d'architecture georgienne construit à partir de calcaire.

## Art et décoration

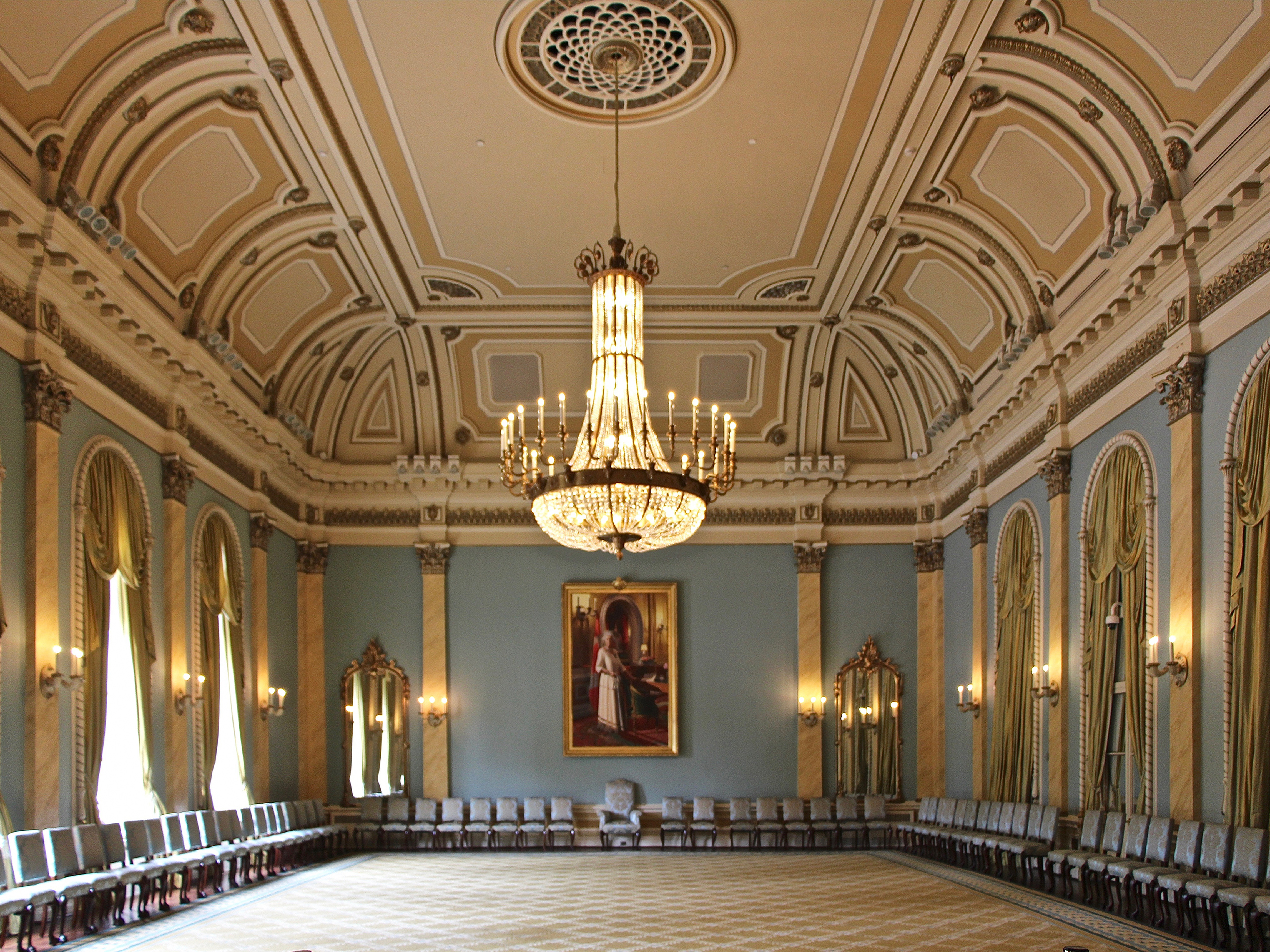
Salle de bal.

## Restauration
En 2006-2007, des travaux de restauration sont entrepris afin de restaurer la façade qui n'avait pas été retouchée depuis 1910. Ces travaux menés par la Commission de la capitale nationale (Ottawa), qui étaient censés se terminer au printemps 2007, se poursuivent toujours.

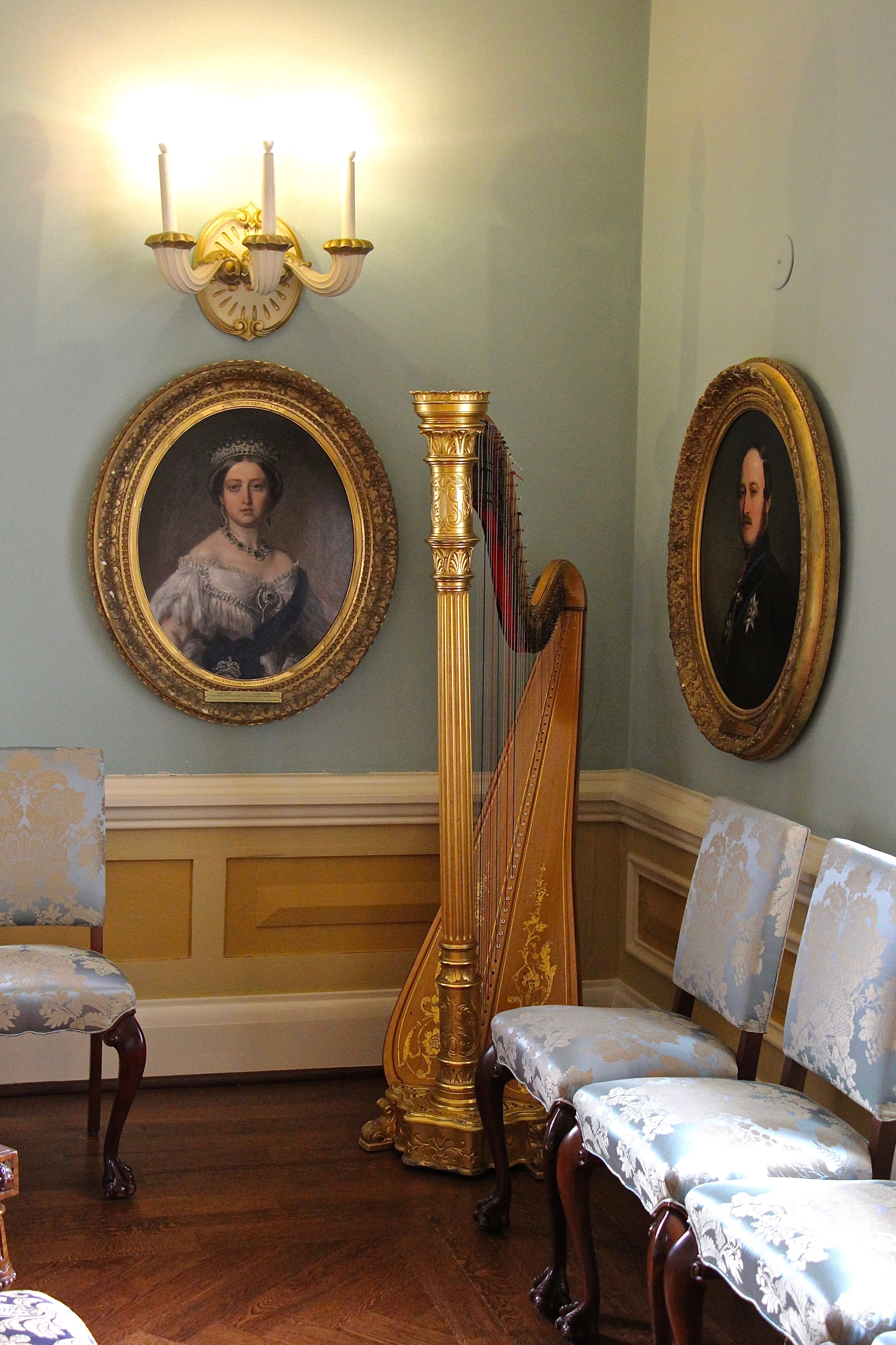
Antichambre.

## Lieu patrimonial du Canada
Rideau Hall est depuis 1986 un lieu patrimonial officiel du Canada.
Rideau Hall a été désigné édifice classé en raison de ses rapports importants avec l’histoire, du caractère qu’il confère au voisinage et de sa grande valeur comme point d’intérêt. La désignation s’applique à tout ce qui subsiste de la maison d’origine bâtie par McKay ainsi qu’aux modifications et rajouts ultérieurs qui tiennent une part immense dans le caractère grandiose, quoique éclectique, de l’ensemble.
En tant que bureau officiel du Gouverneur général du Canada et résidence du représentant du Roi au Canada, Rideau Hall se trouve au cœur de la vie politique et sociale dans la capitale nationale (Ottawa).

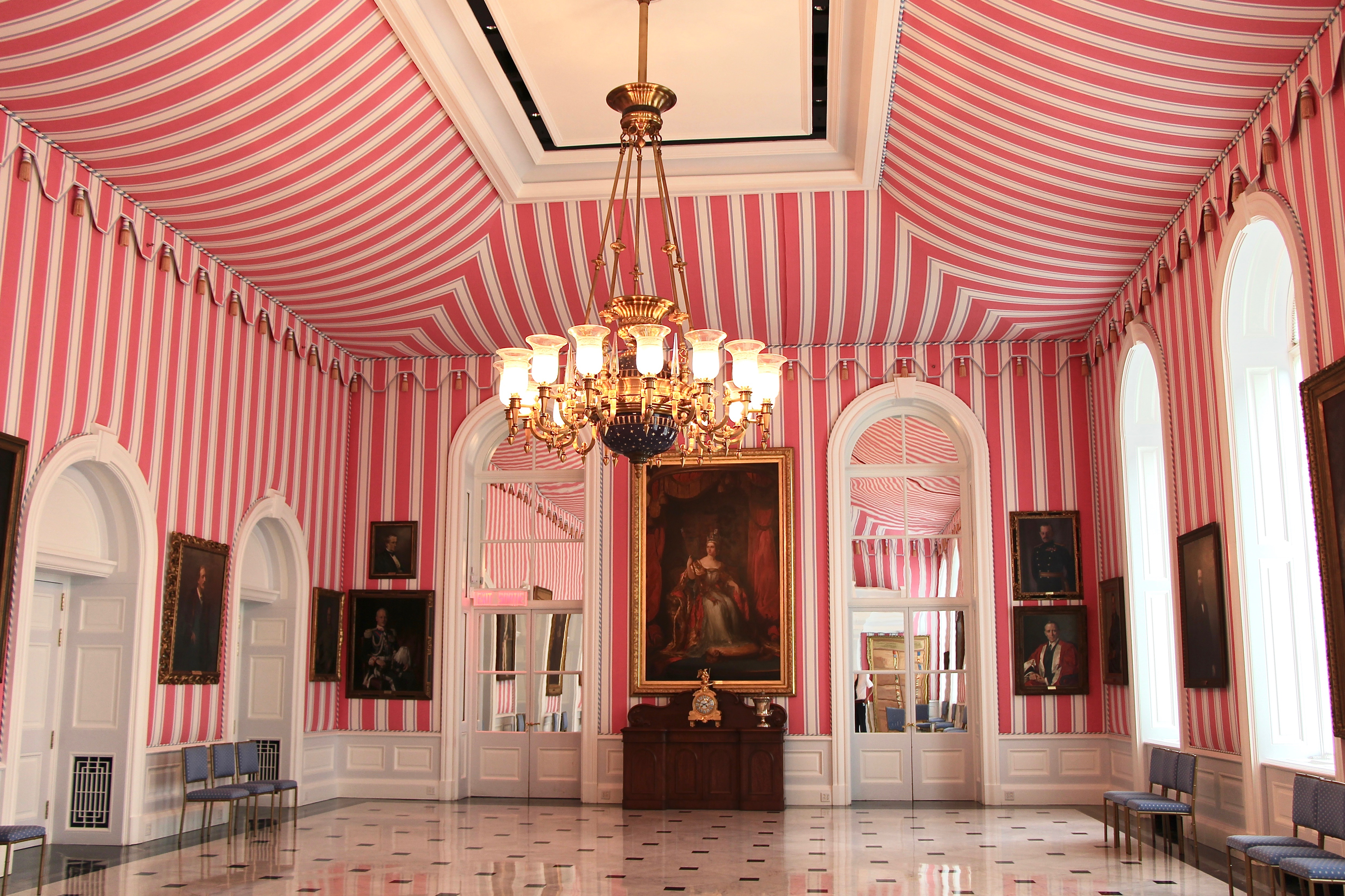
Salle de la tente.